# Luca Celli
Luca Celli (Forlimpopoli, 23 februari 1979) is een Italiaans voormalig wielrenner, beroeps van 2004 tot 2010. In 2008 eindigde hij als tweede in het Italiaans kampioenschap tijdrijden achter winnaar Marco Pinotti.

## Belangrijkste overwinningen
2005
- 1e etappe Ronde van Wallonië
- Eindklassement Ronde van Wallonië

2007
- 3e etappe Ronde van Rijnland-Palts